# Jeremy Woodhead
Jeremy Woodhead ist ein britischer Maskenbildner.

## Leben
Jeremy Woodhead begann seine Filmkarriere Mitte der 1990er Jahre im Bereich des prosthetischen Make-ups, bevor er zum konventionellen Make-up wechselte. In seiner über 30-jährigen Karriere wirkte er an mehr als 50 Filmen mit.
2013 gewann er einen Saturn Award und den Deutschen Filmpreis für den Film Cloud Atlas, zusammen mit seinen Kollegen Heike Merker und Daniel Parker. Drei Mal war er für einen British Academy Film Award nominiert, jedoch ohne ihn zu gewinnen: 2017 für Doctor Strange, 2019 für Stan & Ollie und 2020 für Judy. Judy ist auch sein größter Erfolg. Für diesen Film schminkte er Renée Zellweger so, dass sie wie Judy Garland aussah und passte sie ihrem dargestellten jeweiligen Alter an. Dafür erhielt er neben der BAFTA-Nominierung auch eine Oscar-Nominierung sowie einen British Independent Film Award.